# بوب ويلسون (لاعب كريكت)
بوب ويلسون (18 فبراير 1928 في المملكة المتحدة - ) (بالإنجليزية: Bob Wilson)‏ هو لاعب كريكت بريطاني. لعب مع Kent County Cricket Club ‏.

## وصلات خارجية
- روبرت ويلسون على موقع إي آس بي آن كريك إنفو (الإنجليزية)